# Bataille de Grudziądz
Seconde Guerre mondiale
Batailles
Campagne de Pologne :
- Ultimatum allemand
- Ordre de bataille
- Opération Himmler
- Plan Pékin
- Plan Worek
- Baie de Dantzig
- Défense de la poste centrale de Dantzig
- Westerplatte
- Grudziądz
- Mokra
- Węgierska Górka
- Krojanty
- Forêt de Tuchola
- Borowa Góra
- Wizna
- La Bzura
- Hel
- Jarosław
- Brest-Litovsk
- Tête de pont roumaine
- Invasion soviétique
- Lwów
- Modlin
- Tomaszów Lubelski
- Grodno
- Krasnobród
- Wilno
- Varsovie
- Szack
- Wytyczno
- Kock

La bataille de Grudziądz est un engagement militaire entre la Wehrmacht et les forces armées polonaises lors de la campagne de Pologne en 1939. Elle débute le 1er septembre et se termine par une victoire allemande le 4 septembre. L'historiographie allemande a traité les combats dans le contexte plus large de la bataille de la forêt de Tuchola.

## Contexte historique
La ville frontalière polonaise de Grudziądz était le siège de la 16e division d'infanterie polonaise ainsi que centre d'entraînement de la cavalerie (Centrum Wyszkolenia Kawalerii). Située stratégiquement, elle joue un rôle crucial dans la défense de la Vistule et afin de permettre aux divisions de l'Armia Pomorze (en) du général Władysław Bortnowski engagés sur la gauche du fleuve de battre en retraite.
Parmi les unités stationnées dans le corridor de Dantzig figuraient la 9e, 15e et 27e DI ainsi que la brigade de cavalerie de Poméranie (Pomorska Brygada Kawalerii) de Bydgoszcz. À la mi-août 1939, l'État-major polonais planifie une intervention armée dans la ville libre de Dantzig, transférant la 27e et la brigade de cavalerie de Poméranie dans la région de Chojnice-Starogard Gdański. 
Le 1er septembre 1939, date de l'invasion allemande, les deux unités restent stationnées dans le corridor, vulnérables à une attaque allemande. À l'est de la Vistule, de la ligne s'étendant de Grudziądz à Lidzbark se tient la 4e armée allemande du général Hans Günther von Kluge. La ville est alors défendue par le groupe opérationnel de l'Est (Grupa Operacyjna Wschód) du général polonais Mikołaj Bołtuć, consistant en la 4e DI (colonel Tadeusz Lubicz-Niezabitowski) et en la 16e DI locale (colonel Stanisław Świtalski), toutes deux faisant partie de l'Armia Pomorze.

## Déroulement

### 1erseptembre 1939
Le XXIe Corps d'armée allemand du général Nikolaus von Falkenhorst s'attaque à la ville après que les 21e et 218e DI allemandes parviennent à repousser les lignes polonaises derrière l'Osa, à l'est de Grudziądz. La principale attaque allemande se concentre sur l'aile gauche polonaise, défendue par la 16e DI polonaise dans le secteur de Lasin. La progression allemande est stoppée, mais une autre attaque, près de Dąbrówka Królewska (en), se révèle être un succès. Après avoir traversé l'Osa, les Allemands établissent une tête de pont près de Bielawki. Dans l'après-midi du 1er septembre, après avoir reçu des renforts, les Allemands poursuivent leurs attaques, qui sont finalement stoppées par les Polonais à environ 19h00. Dans la nuit du 1er au 2 septembre, le général Boltuc mène la 4e DI polonaise dans une contre-attaque contre les positions de la 218e DI allemande, afin de repousser les envahisseurs derrière l'Osa. Bien que les forces polonaises parviennent à gagner du terrain, la contre-attaque est freinée par la résistance des Allemands.

### 2 septembre 1939
Le 2 septembre, à 8 heures du matin, les Allemands relancent une offensive, dans le but de percer les positions défensives de la 16e DI polonaise. Après un barrage d'artillerie, l'infanterie allemande parvient à établir une tête de pont. La situation des troupes polonaises se révèle être particulièrement difficile dans l'aile ouest de la ligne de défense, et, par conséquent, les 64e et 66e régiments d'infanterie (de la 16e DI) se replient vers le chemin de fer de Grudziądz-Jabłonowo Pomorskie. Afin de tenter de renverser le cours de la bataille, l'armée de l'air polonaise bombarde les positions allemandes. Les raids aériens n'affaiblissent pas toutefois les Allemands, et dans l'après-midi du 2 septembre, les Polonais commencent à battre en retraite, où la panique éclate dans certaines unités polonaises.
Néanmoins, le général Boltuc ordonne à la 4e DI (colonel Lubicz-Niezabitowski) de contre-attaquer, afin d'aider la 16e DI, sous la pression des assauts allemands incessants. L'attaque de la 4e DI, dans le secteur de Radzyń Chełmiński-Melno, débute à 20 heures dans la soirée. Les Allemands se replient alors vers Annowo et Gruta, qui seront repris par les Polonais à minuit. Les troupes polonaises sont finalement arrêtées avant d'avoir atteint leurs positions défensives initiales le long de l'Osa. Dans la nuit, le général Boltuc limoge le colonel Stanislas Świtalski, incapable de contrôler ses hommes, et le remplace par le colonel Zygmunt Bohusz-Szyszko.

### 3 et 4 septembre 1939

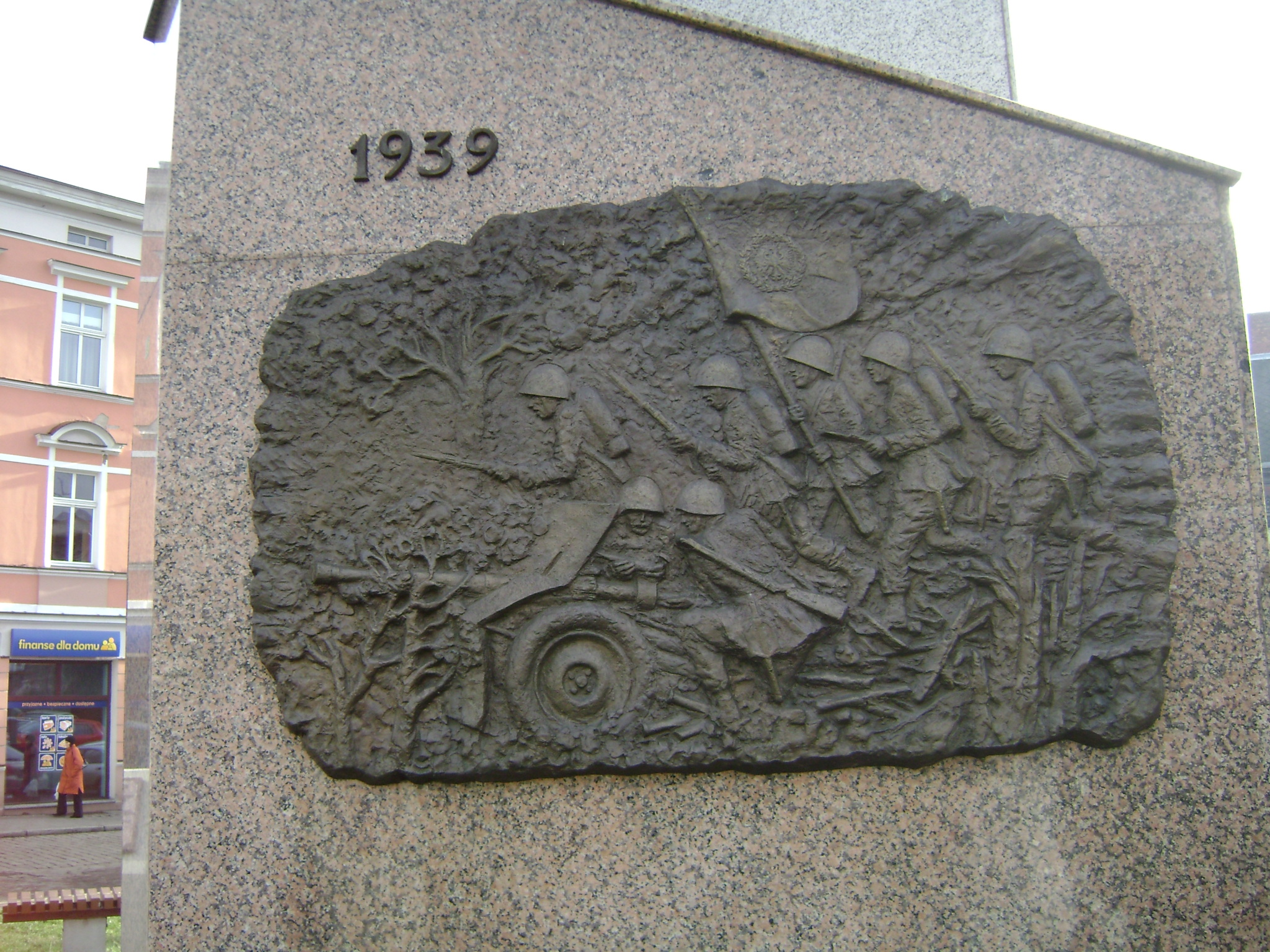
Plaque commémorative de la défense polonaise de 1939.

Le dimanche 3 septembre 1939, les Allemands lancent une attaque massive contre les positions polonaises. Dans le même temps, Boltuc apprend que les divisions polonaises sur la rive ouest de la Vistule ont été défaites et que les Allemands avaient déjà traversé le fleuve, au sud. Celui-ci décide alors de retirer ses unités afin d'éviter d'être bientôt encerclé. Les défenseurs polonais détruisent les ponts sur la Vistule et se replient dans le sud-est, vers la rivière Drwęca, où ils établissent de nouvelles positions défensives. La ville de Grudziądz est abandonnée dans l'après-midi du 3 septembre. Des éléments du 45e régiment d'infanterie allemand entrent dans la ville, et cette dernière ne sera totalement sous leur contrôle que le lendemain.